# Ferran Alsina i Parellada
Ferran Alsina i Parellada (Barcelona 16 de febrer de 1853 - íd. 3 de febrer de 1908) fou un tècnic de la indústria tèxtil i economista català.
Fill de Josep Alsina i Postius fabricant natural de Berga i d'Engràcia Parellada i Alabern natural de Cornellà.
Havia estudiat a Anglaterra i a Alemanya fet que li va permetre millorar el sistema de Jacint Barrau per la pana estampada. Fins al 1883 fou fabricant a Sant Andreu. El 1889 dirigia amb Eusebi Güell i Bacigalupi el Vapor Vell (Sants), on de fet va patir un atemptat per voler fer reformes que augmentessin la productivitat. Malgrat els trets que va rebre, quedà il·lès. Va ocupar alts càrrecs al grup de la família Güell, i se li atribueix el disseny de la fàbrica tèxtil de la colònia Güell, i també va participar de la fundació del complex de la Cooperativa del Ter. Però finalment va fundar la seva pròpia fàbrica.
Enemistat amb Valentí Almirall, fou un dels membres de l'escissió conservadora del Centre Català que el 1887 formaren la Lliga de Catalunya. Va desenvolupar un paper important com a delegat per Barcelona a l'Assemblea de Manresa del 1892 i a la de Reus del 1893, que convocaven el conjunt d'entitats reunides a la Unió Catalanista. A la primera hi feu un discurs eminentment proteccionista, tot demanant la reforma del sistema tributari. A la segona va presentar la ponència sobre tributació i reclamà la descentralització administrativa i econòmica.
Al Tibidabo va formar la Mentora Alsina, un grup de gent que experimentava amb la física i en feren un museu. També va deixar un llegat per poder establir uns premis científics.

## Obres
- Criteri econòmic general catalanista
- Noves científiques